# Начесова, Анжелика
Анжелика Начёсова (род. 19 сентября 1982; Россия, Адыгейская автономная область, Краснодарский край, РСФСР, СССР, Майкоп) — певица кавказской и российской эстрады.
Известность приобрела с хитов «А ты меня волнуешь», «Задыхаюсь» и других песен. Музыку и слова к некоторым своим песням Начёсова написала сама. 
Народная артистка Республики Адыгея (2018) 
Выступает певица преимущественно в регионах Северного Кавказа.

## Биография
Анжелика Начесова родилась 19 сентября 1982 года в городе Майкоп.

## Дискография
- 2005 — «Без тебя»
- 2007 — «По горящим углям»
- 2008 — «Ты мой»
- 2010 — «А ты меня волнуешь…»
- 2011 — «Ты единственный»
- 2014 — «Небо на двоих»

## Награды и Звания
- Заслуженной артистки Карачаево-Черкесской республики (2010)

- Заслуженной артистки Республики Адыгея (2011)